# ألتو (تكساس)
ألتو (بالإنجليزية: Alto town, Texas)‏ هي بلدة تقع بولاية تكساس في الولايات المتحدة. تبلغ مساحتها 4.42 كم2، وترتفع عن سطح البحر 133 م، بلغ عدد سكانها 1,225 نسمة في عام 2010 حسب إحصاء مكتب تعداد الولايات المتحدة وتصل الكثافة السكانية فيها 277.1 نسمة لكل كيلومتر مربع (717.7/ميل2).

## التركيبة السكانية
حدّد مكتب تعداد الولايات المتحدة بيانات التركيبة السكانية لألتو في تعداد الولايات المتحدة. في ما يلي، التركيبة السكانية حسب تعدادي 2000 و2010.

### تعداد عام 2000
بلغ عدد سكان ألتو 1,190 نسمة بحسب تعداد عام 2000، وبلغ عدد الأسر 452 أسرة وعدد العائلات 282 عائلة مقيمة في البلدة. في حين سجلت الكثافة السكانية 269.2 نسمة لكل كيلومتر مربع (697.2/ميل2). وبلغ عدد الوحدات السكنية 534 وحدة بمتوسط كثافة قدره 120.8 لكل كيلومتر مربع (312.9/ميل2).
وتوزع التركيب العرقي للبلدة بنسبة 65.55% من البيض و24.79% من الأمريكيين الأفارقة و0.50% من الأمريكيين الأصليين و0.17% من الأمريكيين ذوي الأصول الآسيوية و6.81% من الأعراق الأخرى و2.18% من عرقين مختلطين أو أكثر و10.25% من الهسبانيون أو اللاتينيون من أي عرق.
بلغ عدد الأسر 452 أسرة كانت نسبة 35.4% منها لديها أطفال تحت سن الثامنة عشر تعيش معهم، وبلغت نسبة الأزواج القاطنين مع بعضهم البعض 42% من أصل المجموع الكلي للأسر، ونسبة 16.4% من الأسر كان لديها معيلات من الإناث دون وجود شريك، بينما كانت نسبة 4% من الأسر لديها معيلون من الذكور دون وجود شريكة وكانت نسبة 37.6% من غير العائلات. تألفت نسبة 34.5% من أصل جميع الأسر من عدة أفراد يعيشون في نفس المنزل ونسبة 19.7% كانت تتألف من شخص يعيش بمفرده يبلغ من العمر 65 عاماً أو أكثر. وبلغ متوسط حجم الأسرة المعيشية 2.44، أما متوسط حجم العائلات فبلغ 3.16.
بلغ العمر الوسطي للسكان 38.2 عاماً. وكانت نسبة 27.6% من القاطنين تحت سن الثامنة عشر، وكانت نسبة 7.3% بين الثامنة عشر والرابعة والعشرين عاماً، ونسبة 21.6% كانت واقعةً في الفئة العمرية ما بين الخامسة والعشرين والرابعة والأربعين عاماً، ونسبة 17.6% كانت ما بين الخامسة والأربعين والرابعة والستين، ونسبة 18.4% كانت ضمن فئة الخامسة والستين عاماً فما فوق. يوجد لكل 100 أنثى 81.8 ذكر، ويوجد لكل 100 أنثى في الثامنة عشر من عمرها فما فوق 78.1 ذكر.
بلغ متوسط دخل الأسرة في البلدة 19,438 دولارًا، أما متوسط دخل العائلة فبلغ 24,167 دولارًا. وكان متوسط دخل الذكور 22,955 دولارًا مقابل 16,875 دولارًا للإناث. وسجل دخل الفرد الخاص بالبلدة 11,648 دولارًا. وكانت نسبة 28.3% من العائلات ونسبة 33.8% من السكان تحت خط الفقر، وكان من هؤلاء نسبة 40.3% تحت سن الثامنة عشر ونسبة 29.1% في الخامسة والستين من العمر وما فوق.

### تعداد عام 2010
بلغ عدد سكان ألتو 1,225 نسمة بحسب تعداد عام 2010، وبلغ عدد الأسر 470 أسرة وعدد العائلات 305 عائلة مقيمة في البلدة. في حين سجلت الكثافة السكانية 277.1 نسمة لكل كيلومتر مربع (717.7/ميل2). وبلغ عدد الوحدات السكنية 546 وحدة بمتوسط كثافة قدره 123.5 لكل كيلومتر مربع (319.9/ميل2).
وتوزع التركيب العرقي للبلدة بنسبة 62.69% من البيض و24.73% من الأمريكيين الأفارقة و0.08% من الأمريكيين ذوي الأصول الآسيوية و10.37% من الأعراق الأخرى و2.12% من عرقين مختلطين أو أكثر و20.90% من الهسبانيون أو اللاتينيون من أي عرق.
بلغ عدد الأسر 470 أسرة كانت نسبة 34% منها لديها أطفال تحت سن الثامنة عشر تعيش معهم، وبلغت نسبة الأزواج القاطنين مع بعضهم البعض 43% من أصل المجموع الكلي للأسر، ونسبة 17.2% من الأسر كان لديها معيلات من الإناث دون وجود شريك، بينما كانت نسبة 4.7% من الأسر لديها معيلون من الذكور دون وجود شريكة وكانت نسبة 35.1% من غير العائلات. تألفت نسبة 30.4% من أصل جميع الأسر من عدة أفراد يعيشون في نفس المنزل ونسبة 14.9% كانت تتألف من شخص يعيش بمفرده يبلغ من العمر 65 عاماً أو أكثر. وبلغ متوسط حجم الأسرة المعيشية 2.52، أما متوسط حجم العائلات فبلغ 3.15.
بلغ العمر الوسطي للسكان 38.8 عاماً. وكانت نسبة 24.7% من القاطنين تحت سن الثامنة عشر، وكانت نسبة 9.9% بين الثامنة عشر والرابعة والعشرين عاماً، ونسبة 23.3% كانت واقعةً في الفئة العمرية ما بين الخامسة والعشرين والرابعة والأربعين عاماً، ونسبة 22.4% كانت ما بين الخامسة والأربعين والرابعة والستين، ونسبة 19.8% كانت ضمن فئة الخامسة والستين عاماً فما فوق. وتوزع التركيب الجنسي للسكان بنسبة 47.9% ذكور و52.1% إناث.

## وصلات خارجية
- الموقع الرسمي